# Cultura di Lyngby

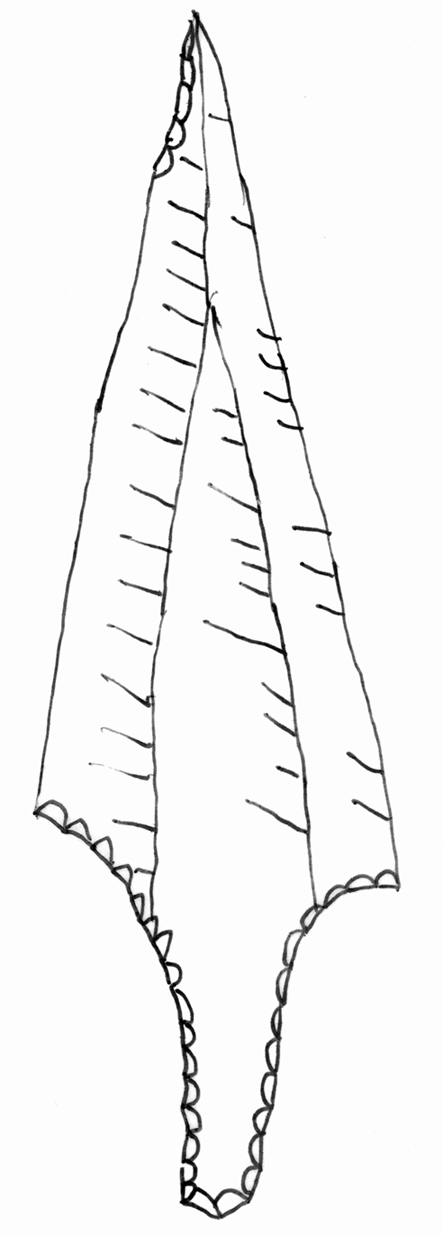
Una punta di freccia della cultura di Bromme

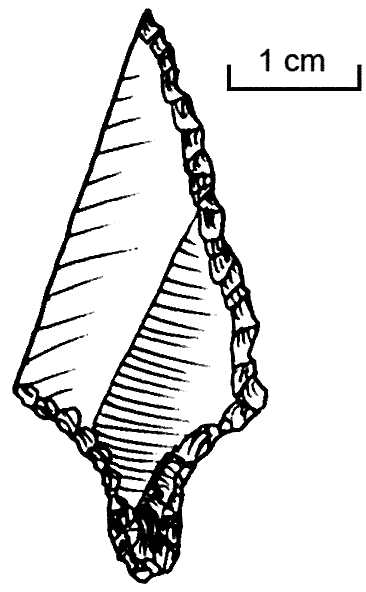
Una punta di freccia della cultura di Ahrensburg

La cultura di Lyngby (o cultura di Nørre-Lyngby) è un aspetto culturale dell'epipaleolitico nordeuropeo che prende il nome dalla cittadina danese di Lyngby-Taarbæk posta circa 13 km a nord di Copenaghen; l'espressione è stata utilizzata per unificare gli aspetti culturali, molto simili fra di loro, delle culture di Ahrensburg e di Bromme. 

## Caratteristiche
La cultura di Lyngby è caratterizzato da piccoli strumenti litici peduncolati (le cosiddette zappe o asce di Lyngby) e da utensili in osso, corno o legno, specialmente legno di pino (punte di freccia trapezoidali, raschiatoi, punteruoli, ecc.) associati frequentemente a resti animali, caratteristicamente ossa di renna.